# Bristol Old Vic

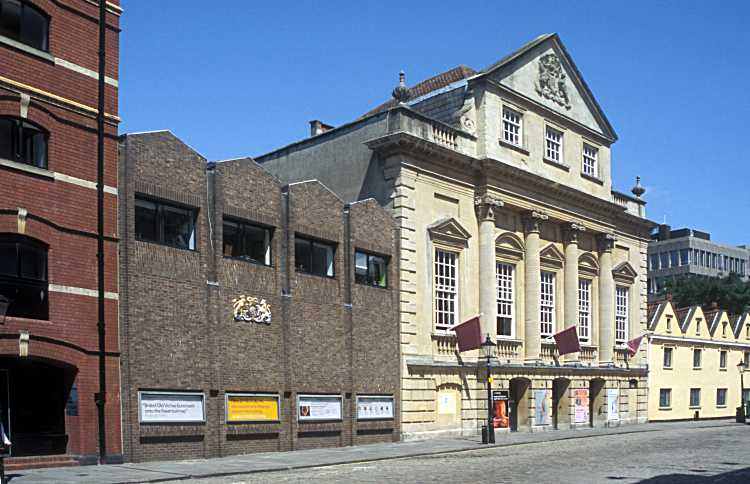
Ansicht des im Grade II* eingestuften Theatergebäudes

Das Bristol Old Vic ist ein Theaterzentrum in der Innenstadt Bristols, England, zu dem unter anderem das 1766 gegründete Theatre Royal gehört. In den 1970er Jahren wurde auch ein Studiotheater gegründet.

## Bristol Old Vic Theatre School
Weit über die Grenzen der Stadt hinaus ist die Theaterschule des Bristol Old Vic bekannt. Die Bristol Old Vic Theatre School gilt als die erste Schauspielerschmiede in Großbritannien, die ihre Eleven nicht nur für die Bühne ausbildete, sondern auch fürs Radiohörspiel, Kino und Fernsehen. Außerdem werden Regisseure, Ausstatter, Kostümdesigner, Lichtmeister und Theaterproduzenten ausgebildet.
Zu den bekanntesten Absolventen der Schule gehören:
| - Helen Baxendale - Samantha Bond - Kathleen Byron - Simon Cadell - Stephanie Cole OBE - Annette Crosbie OBE - Daniel Day-Lewis – Oscarpreisträger - Stephen Dillane - Naomie Harris - Billy Howle - Jeremy Irons – Oscarpreisträger - Sean Pertwee - Tim Pigott-Smith OBE - Geoffrey Bayldon | - Pete Postlethwaite OBE - Miranda Richardson - Patricia Routledge CBE - Matt Ryan - Greta Scacchi - Patrick Stewart OBE - Mark Strong - Trudie Styler - Sophie Thompson - Gene Wilder - Ben Mansfield - Charlie Cox - Daniel Ings - Richard Carpenter |